# Mapas de tópicos
Los mapas de tópicos son instrumentos para la representación de mapas de conocimiento. Su elemento básico es un nodo que representa un concepto o un elemento que se relaciona con otros temas por medio de asociaciones. Un tópico también puede estar relacionado con las ocurrencias, recursos externos a un mapa de tópico. Las características de un tópico son contextualizadas por medio del elemento de alcance. Tiene como función organizar conjuntos de recursos de información por medio de una ontología. La separación de estas dos dimensiones (ontología y recursos) permite un intercambio de diversos mapas de tópicos y su uso en varios repositorios.

## Mapas de conocimiento
Los mapas de tópicos son similares a las redes semánticas, mapas conceptuales y mapas mentales en muchos aspectos, aunque solamente los mapas de tópicos están estandarizados. De forma general, todos tienen conceptos de redes o nodos conectados por enlaces o relaciones. Los mapas conceptuales se suman a la capa de red de recursos materiales sobre temas.

## Conceptos principales

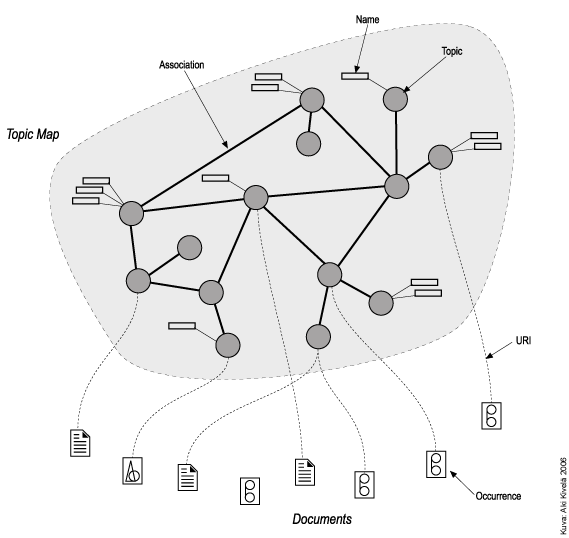
Ejemplo de mapa de tópicos que muestra el suo de tópicos, ocurrencias, asociaciones y relaciones.

### Tópico o Tema
Un tópico o tema es un elemento esencial de los mapas de tópicos. Es un concepto que puede ser "cualquier cosa", ya sea sujeto, persona, entidad, etc. A menudo se dice que un tópico es un objeto que materializa un sujeto, es decir, es un término que representa una idea.

### Ocurrencia
La ocurrencia es una indicación para un recurso informacional de cualquier naturaleza (documento, comentario, citación, multimedia) relevante para un tópico.

### Asociación
Una asociación describe una relación entre dos temas. Las relaciones entre los tópicos pueden ser de cualquier naturaleza.

### Alcance
El alcance o ambiente proporciona los contextos de uso válidos para las características de un tópico (es decir, sus nombres, sus funciones y ocurrencias).